# Jama płaszczowa
Jama płaszczowa – u mięczaków przestrzeń między workiem trzewiowym a płaszczem. Do jamy płaszczowej uchodzi układ pokarmowy, rozrodczy oraz wydalniczy. Znajdują się w niej także skrzela (ktenidia). U ślimaków płucodysznych oraz niektórych przodoskrzelnych ukrwione ściany jamy płaszczowej pełnią funkcje organu wymiany gazowej zwanego „płucem”.